# Colón C-3
Colón C-3 Fútbol Club – panamski klub piłkarski z siedzibą w mieście Colón, stolicy prowincji Colón. Nazwa zapisywana również jako Colón C-Tres.
Obecnie (od 2012) występuje na drugim szczeblu rozgrywek – Liga Nacional de Ascenso. Domowe mecze rozgrywa na obiekcie Estadio Armando Dely Valdés.

## Historia
Klub został założony w marcu 2010, rozpoczynając występy w rozgrywkach drugiej ligi panamskiej. W 2011 roku awansował do najwyższej klasy rozgrywkowej, pokonując w finale SUNTRACS (2:0). W Liga Panameña zadebiutował 17 lipca 2011, przegrywając z Chepo (0:1). Siedem dni później odniósł pierwsze zwycięstwo, w konfrontacji z Atlético Chiriquí (2:1), po golach Joela Thomasa i Aníbala Collymore'a. Już po roku zespół spadł jednak z powrotem do drugiej ligi.